# Kościół św. Aleksego w Iwieńcu
Kościół św. Aleksego w Iwieńcu (biał. Касцёл Святога Аляксея) – rzymskokatolicka świątynia w stylu neogotyckim, położona na cmentarzu na wschodnich obrzeżach osiedla typu miejskiego Iwieniec w rejonie wołożyńskim obwodu mińskiego na Białorusi.

## Historia
30 listopada 1904, pół roku przed ukazem tolerancyjnym, gen. Edward Kowerski otrzymał pozwolenie na budowę murowanego kościoła w Iwieńcu według projektu Michała Hattowskiego. Głównymi fundatorami kościoła i plebanii byli Edward i Elżbieta z domu Plewako małżonkowie Kowerscy.
Budowa rozpoczęła się w styczniu 1905 roku. 22 maja 1905 arcybiskup Jerzy-Józef hr. Szembek poświęcił kamień węgielny, a 23 grudnia 1907 ks. Jan Kozilewicz dokonał uroczystego poświęcenia kościoła.
Kilka lat po zakończeniu II wojny światowej kościół został zamknięty (1950). Według jednego z pomysłów, obiekt miał być początkowo przeznaczony na magazyn ziarna. Zamiaru tego nie zrealizowano, toteż kościół stał opuszczony do aż do 1976 roku, kiedy to został zamieniony na składnicę książek ówczesnej Państwowej Biblioteki im. Włodzimierza Lenina. W 1988, w następstwie wielu petycji, obiekt zwrócono prawnie katolikom. 9 lipca 1989 w kościele odprawiona została pierwsza msza. Od tego czasu świątynia funkcjonuje bez przerwy. Na parafialnym cmentarzu pochowany został Aleksander Szekal, uznawany za najdłużej żyjącego żołnierz Wojska Polskiego.

## Architektura
Zabytek został zbudowany w stylu neogotyckim. Kościół na planie zbliżonym do krzyża, z pięciokątną apsydą i prostokątnymi bocznymi skrzydłami transeptu, wychodzące daleko poza granice ścian głównego korpusu.
Dwukondygnacyjna, czworoboczna namiotowa wieża – dzwonnica występuje z głównej bryły i dominuje w ogólnej kompozycji, kończąc dwuspadowy dach z sygnaturką nad częścią ołtarzową.
Ołtarz gotycki, wykonany z dębu, dostosowany do stylu kościoła, przez pracownię Szatrowskiego z Wilna. W ołtarzu umieszczony centralnie obraz Św. Aleksego malowany przez Jarockiego z Wilna. W górnej części umieszczono obraz NMP Ostrobramskiej – orędowniczki Litwy, malowany przez Ławrynowicza z Wilna.
Ambona w stylu ołtarza, dębowa, wykonana przez Szatrowskiego, umocowana po lewej stronie kościoła przy filarze. Neogotyckimi elementami kościoła są: stylizowane przypory, rozeta, strzeliste okna, a także gotycka tematyka wykończenia wnętrza.